# Whang-od
Whang-od Oggay, també coneguda com a Maria Oggay (Buscalan, Tinglayan, Filipines, 17 de febrer de 1917) és una artista tatuadora filipina. Originària de Buscalan, una població petita de la província de Kalinga, sol considerar-se la més vella i, fins i tot, la darrera mambamatok (tatuadora tradicional de l'ètnia kalinga). Va començar a practicar el seu art quan tenia 15 anys, tatuant els caçadors de caps i les dones del grup ètnic butbut; tanmateix, com que els guerrers que protegien els pobles i mataven els enemics han desaparegut, Whang-on s'ha dedicat després, i encara avui, essencialment a fer tatuatges als turistes de pas per Buscalan.
L'artista, que contràriament a gran part dels filipins no parla ni tagalog ni anglès sinó el kalinga (la seva llengua materna) i l'ilocano (lingua franca del nord de l'illa), es féu famosa internacionalment a l'abril del 2023 quan va eixir a la coberta de la versió filipina de la revista Vogue, esdevenint així amb 106 anys la persona més gran que hagi aparegut a la portada de la revista.